# AlunaGeorge
Gli AlunaGeorge sono un gruppo musicale di musica elettronica inglese formatosi a Londra nel giugno 2009.

## Carriera
Si sono formati come duo nel giugno 2009.
Nell'aprile 2012 hanno pubblicato il singolo You Know You Like It, seguito da Your Drums, Your Love e da Attracting Files. Nel giugno 2013 hanno pubblicato il disco d'esordio, dal titolo Body Music. Il disco ha raggiunto la posizione #11 della Official Albums Chart.
Precedentemente, sempre nel 2013, collaborano col gruppo Disclosure per il brano White Noise (inserito in Settle), che ha raggiunto la seconda posizione della classifica Official Singles Chart. 
Nell'ambito dei BRIT Awards 2013 sono entrati in nomination nella categoria Critics' Choice.
Nel 2014 pubblicano il singolo Supernatural e nell'anno successivo Automatic e I'm In Control, che presenta la collaborazione di Popcaan.

## Formazione
- Aluna Francis – voce
- George Reid – strumenti vari

## Discografia

### Album in studio
- 2013 - Body Music
- 2016 - I Remember

### EP
- 2012 - You Know You Like It

### Singoli
- 2012 - You Know You Like It
- 2012 - Your Drums, Your Love
- 2013 - Attracting Files
- 2014 - Supernatural
- 2015 - Automatic (feat. Zhu)
- 2015 - I'm In Control (feat. Popcaan)
- 2016 - I remember
- 2016 - My Blood (Visualette) (feat. Zhu)
- 2016 - Not Above Love

### Collaborazioni
- 2015 - To Ü (Skrillex & Diplo feat. AlunaGeorge)
- 2016 - Innocence (Flume feat. AlunaGeorge)